# 레오바이러스과

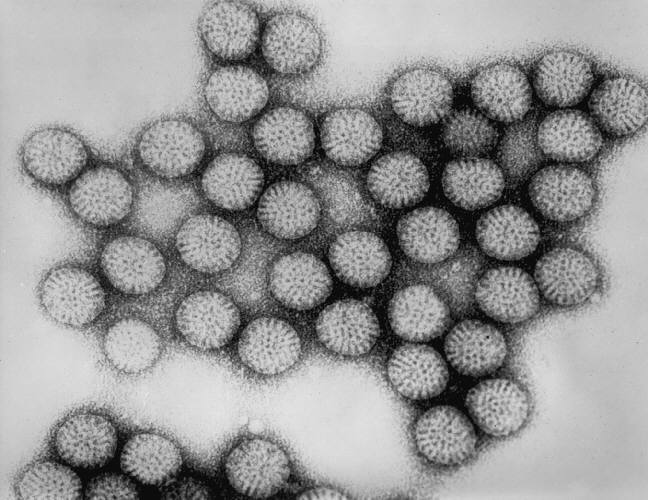
레오바이러스과에 속하는 로타바이러스.

레오바이러스과(Reoviridae), 레오바이러스(영어: Reovirus, 문화어: 레오비루스)는 바이러스가 소화계통(로타바이러스처럼) 또는 기도(호흡기계통)에 영향을 주는 과이다. 이 레노바이러스과에 속하는 바이러스들은 겹가닥 RNA(dsRNA)를 이루는 게놈이다.

## 분류
레오바이러스과에는 크게 Sedoreovirinae, Spinareovirinae라는 아과로 나뉜다.
Sedoreovirinae 아과의 속
- Cardoreovirus
- Mimoreovirus
- Orbivirus
- Phytoreovirus
- 로타바이러스(Rotavirus)
- Seadornavirus

Spinareovirinae 아과의 속
- Aquareovirus
- Coltivirus
- Cypovirus
- Dinovernavirus
- Fijivirus
- Idnoreovirus
- Mycoreovirus
- Orthoreovirus
- Oryzavirus

기타 속
- Crabreovirus[2]